# Beno-Iourt
Bena-Yurt
Beno-Iourt (russe : Бено-Юрт) ou Bena-Yurt (tchétchène : Бе́на-Йурт) est un village de Tchétchénie en Russie. En 2014, il comptait 5 642 habitants en 2014. Son nom provient du mot Benoï, qui est un taïp tchétchène auquel le village fut fondée par des membres de ce clan, descendent de Baïssangour de Benoï.

## Personnalité liée à la commune
- Khamzat Chimaev (1994-), pratiquant d'art martial né à Beno-Yurt